# Amra
Amra (arab. عمرة) – miejscowość w Syrii, w muhafazie As-Suwajda. W 2004 roku liczyła 1691 mieszkańców.